# Skorzów
Skorzów – wieś w Polsce położona w województwie świętokrzyskim, w powiecie buskim, w gminie Busko-Zdrój.

## Nazwa
Nazwa miejscowości pochodzi od nazwy osobowej Skor, lub staropolskiej nazwy osobowej Skorosz, Skorusza. Wcześniej wieś nosiła nazwę Schorzow, Skorzow, Skórzów, Skorzew.

## Integralne części wsi
| SIMC    | Nazwa     | Rodzaj    |
| ------- | --------- | --------- |
| 0232696 | Błonie    | część wsi |
| 0232704 | Zakupniki | część wsi |

## Historia
Pierwsza wzmianka o miejscowości pochodzi z XVI w.
W 1783 r. wieś wchodziła w skład Ordynacji Myszkowskich. W 1813 r. po procesie z ordynatem Aleksandrem Wielopolskim, właścicielem dużej części ordynacji, między innymi klucza szanieckiego, w skład którego do 1812 r. wchodziła wieś Skorzów, został Jan Olrych Szaniecki. W 1812 r. czyli tuż przed procesem wieś Skorzów i Słabkowice kupił Andrzej Bem, ojciec gen. Józefa Bema. W 1927 r. we wsi mieszkało 90 osób w 14 domach.
W 1864 r. car Aleksander II Romanow wydał dekret o uwłaszczeniu włościan w Królestwie Polskim. Na mocy tego dekretu zniesiono pańszczyznę, a wieś Skorzów stała się własnością mieszkających w niej rolników. Dotychczasowemu właścicielowi wsi, czyli dziedzicowi pozostał jeszcze na własność folwark liczący 539 morgów ziemi według danych z 1880 r. W XX w. właścicielem folwarku Skorzów była rodzina ziemiańska Kuleszów. W 1913 r. jako właściciele wymienieni są Mieczysław i Stanisław Kulesza.
W czasie II wojny światowej, 3 sierpnia 1944 r. pod Skorzowem oddziały Armii Krajowej i Batalionów Chłopskich stoczyły bitwę z oddziałem armii niemieckiej. Oddziałem A.K. dowodził Jan Jop, a oddziałem B.Ch. Henryk Grabala. Do kolejnej potyczki z okupantem doszło 6 sierpnia. Patrolem oddziału Batalionów Chłopskich, który z zasadzki zaatakował w okolicy Skorzowa silny patrol niemiecki dowodził Szczepan Koruba. W czasie walki zginęło kilku Niemców, w tym oficer.
Folwark w Skorzowie należał do rodziny Kuleszów do 1953 r. bowiem jako mający obszar mniejszy niż 50 ha nie został objęty działaniem reformy rolnej w 1947 r. W 1953 r. władze uznały jednak że wchodzące w skład folwarku nieużytki można przekwalifikować na tereny rolne i przejęły dwór i folwark. Rodzina Kuleszów została przesiedlono na teren województwa krakowskiego. Folwarczna ziemia stała się bazą dla uruchomionej rolniczej spółdzielni produkcyjnej, działającej do 1997 r..